# Торета (Таранто)
Торета (итал. Torretta) је насеље у Италији у округу Таранто, региону Апулија.
Према процени из 2011. у насељу је живело 5 становника. Насеље се налази на надморској висини од 9 м.